# Hotell Romantik
Hotell Romantik är ett svenskt dejtingprogram vars första och andra säsong består av 8 avsnitt vardera. Programledare för seriens två första säsonger var Erik Ekstrand och Kristina "Keyyo" Petrushina. Inför den tredje säsongen ersattes de av Markus Granseth och Linnéa Wikblad.
Programmet hade premiär på SVT1 och SVT Play den 8 januari 2023. Säsong 2 började sändas den 18 februari 2024. Den tredje säsongen hade premiär den 12 januari 2025.

## Upplägg
I Hotell Romantik följs 28 stycken äldre singlar, som letar efter den rätta. Samtliga deltagare är 65 år eller äldre. Serien utspelar sig på ett alphotell i Schweiz under sommartid. Förutom äventyrliga aktiviteter såsom höghöjdsbanor, rodel, paraglide och skogsrave avslutas varje kväll med middag och dans. Här utses även kvällens par som får en övernattning i en romantisk stuga. När veckan är slut får tittarna veta om deltagarna har hittat kärleken och stannar kvar på slottet, eller om de väljer att åka hem ensamma.
Den tredje säsongen spelades in på ett slottshotell på landsbygden i Polen.